# John McVie
John Graham McVie (Ealing (Middlesex), 26 november 1945) is een Brits (bas)gitarist die bekend is als lid van Fleetwood Mac.

## Biografie
McVie leert al heel vroeg trompet spelen, pikt als hij 14 jaar oud wordt een gitaar op en schakelt later over op een basgitaar. Zijn ouders geven hem een roze Fender Precision Bass, precies zo een als die van zijn held, Jet Harris van de Shadows.
Als John Mayall hem benadert om bassist te worden in diens band, is hij net begonnen als belastinginspecteur.
Toevallig was McVie net in zijn ambtenarenbaan begonnen, als hij zijn eerste optreden heeft met John Mayall's Bluesbreakers in de White Hart in Acton. Na negen maanden beide banen te hebben gecombineerd, kiest hij definitief voor de Bluesbreakers en wordt hij fulltime muzikant. John Mayall geeft hem bluesplaten en met deze platen en het advies het basgitaarspel zo simpel mogelijk te houden, maakt John zich het basspel eigen.
In december 1967 gaat hij deel uitmaken van Fleetwood Mac, de groep die eerder dat jaar door Peter Green en Mick Fleetwood (ook afkomstig uit de Bluesbreakers) is opgericht.
Als Peter Green Fleetwood Mac verlaat treedt Christine Perfect, inmiddels de vrouw van John en spelend in Chicken Shack, toe tot Fleetwood Mac. Daarna komen Stevie Nicks en Lindsey Buckingham ook bij Fleetwood Mac en breekt een tweede glansperiode aan voor de band.
Johns basspel wordt omschreven als warm, met een volle toon. Zijn basspel valt met name op in Albatross, Don't Stop, Rhiannon en The Chain.

## Soloplaat
Tijdens een van de vele rustpauzes van Fleetwood Mac neemt John een soloalbum op: 

John McVie's Gotta Band (1992).
- Bibliothèque nationale de France: cb13897349p (data)
- Gemeinsame Normdatei: 134773128
- International Standard Name Identifier: 0000 0000 7839 2797
- Library of Congress Control Number: no98028533
- MusicBrainz: c78f0746-ea5d-44c0-92ee-f32745951345
- Nationale Bibliotheek van Tsjechië: xx0108884
- Système universitaire de documentation: 081259859
- Virtual International Authority File: 39562654
- WorldCat: E39PBJtcHvjxkXTfgFDxQ7BByd